# رومپر استومپر
رومپر استومپر (به انگلیسی: Romper Stomper) فیلمی محصول سال ۱۹۹۲ و به کارگردانی جفری رایت است. در این فیلم بازیگرانی همچون راسل کرو، دنیل پولاک، ژاکلین مک‌کنزی و دنیل وایلی ایفای نقش کرده‌اند.